# Neochoristodera
De Neochoristodera zijn een onderorde van uitgestorven reptielen die tot de orde der Choristodera gerekend moet worden. Alle geslachten waren krokodilachtige carnivoren (vleeseters) en piscivoren (viseters) waarvan de grootste tot drie meter lang werden, hoewel de meeste niet groter werden dan anderhalve meter. De oudste vorm is Pachystropheus. Deze stamt uit het Laat-Trias, maar Pachystropheus valt in verschillende analyses buiten de groep. De laatste vormen, waaronder Champsosaurus, leefden nog tot in het Midden tot mogelijk zelfs Laat-Eoceen. Uiteindelijk stierf de groep uit ten gevolge van klimaatverandering en de te grote concurrentie met dekrokodilachtigen.

## Evolutie
De Neochoristodera verschenen voor het eerst in het Vroeg-Krijt van Azië, waar ze samenleefden met andere choristodere groepen zoals monjurosuchiden en hyphalosauriden. Een plaatselijke afwezigheid van aquatische krokodilachtigen, mogelijk door koudere temperaturen, lijkt hier de ecologische niche te hebben geopend voor deze choristoderen om een vergelijkbare ecologische niche te kunnen innemen. De oudst bekende neochoristodere is Mengshanosaurus uit de Mengyinformatie uit het Berriasien-Valanginien van China.
Afgezien van een mogelijk exemplaar uit de Cedar Mountainformatie, gaapt er een groot gat tussen deze fauna's uit het Vroeg- tot Laat-Krijt. Er worden geen fossielen van neochoristoderen gevonden in het Aziatische Laat-Krijt, maar de latere verspreiding van Simoedosaurus in het Paleoceen en Eoceen wijst erop dat er rond deze tijd Aziatische soorten waren, aangezien Simoedosauridae overwegend Aziatisch zijn en Simoedosaurus zich pas na het KT-uitsterven wijd verspreidde.
Choristoderen duiken weer op in het fossielenbestand in het Campanien van Noord-Amerika onder het geslacht Champsosaurus. Dit geslacht overleefde de KT-uitsterving ongeschonden en breidde zich in de nasleep uit en kreeg al snel gezelschap van Simoedosaurus. Beide taxa verbleven op hoge breedtegraden in Noord-Amerika en Europa tot het Eoceen, waarna ze op mysterieuze wijze verdwenen.
In 2021 werden fossiele resten van niet nader omschreven neochoristoderen beschreven uit verschillende vindplaatsen van de Navesinkformatie van New Jersey, wat het eerste bekende voorkomen van neochoristoderen uit de voormalige landmassa Appalachia vertegenwoordigt. Niche-modellering op basis van de veronderstelde niche van Champsosaurus geeft aan dat de neochoristoderen een grootschalige verspreiding kunnen hebben gehad in Appalachia, maar het grootste deel van deze leefomgeving bevond zich niet in gebieden die bevorderlijk waren voor fossilisatie in het Krijt, wat leidde tot slechts een kleine marge van optimale leefomgeving in New Jersey waar choristodere resten bewaard zijn gebleven.
Concurrentie van krokodilachtigen wordt soms in verband gebracht met het uitsterven van de neochoristoderen. Er lijkt een nicheverdeling te zijn geweest tussen neochoristoderen en krokodilachtigen met een lange snuit, zoals de gaviaal, die pas lang na het verdwijnen van de neochoristoderen afwezig waren in zoetwatergebieden in Laurazië, maar concurrentie tussen beide groepen, als die al bestond, is op dit moment niet bekend. Uiteindelijk leefden zowel Champsosaurus als Simoedosaurus samen met een verscheidenheid aan soorten met brede snuiten, zoals alligatorachtigen en Borealosuchus.

## Biologie
Neochoristoderen worden beschouwd als volledig aquatisch. Ze hebben zijdelings afgeplatte, gespierde staarten en peddelachtige ledematen, hun torso's zijn dorsoventraal afgeplat met korte maar massieve ribben en hun gastralia zijn zwaar verbeend, wat het zinkproces vergemakkelijkt. Hoewel hun neusgaten aan het einde van de snuit zitten zoals bij krokodillen, zijn ze naar de punt gericht in plaats van dorsaal; hun oogkassen zijn ook naar voren gericht, wat aangeeft dat deze dieren niet vaak boven water kwamen en waarschijnlijk gewoon hun snuit omhoog hielden op een snorkelachtige manier. Zoals bij de meeste choristoderen ontbreken de huidschubben, in plaats daarvan hadden ze kleine, niet-overlappende schubben. Bij Champsosaurus zouden volwassen vrouwtjes bijzonder verbeende ledematen en een bekken hebben gehad, wat impliceert dat ze op het land konden kruipen, terwijl volwassen mannetjes en juvenielen dat niet konden. Omdat van de meeste choristoderen wordt gedacht dat ze eierlevendbarend of levendbarend waren, is het waarschijnlijk dat ten minste enkele neochoristoderen dat ook waren.
De meeste neochoristoderen hebben uitzonderlijk grote temporale fenestrae, wat wijst op een aanzienlijke bijtkracht; Champsosaurus had naar schatting een bijtkracht van ongeveer 1194 tot 1910 N, in tegenstelling tot de huidige gavialen met 310-497 N. Desondanks wordt aangenomen dat de meesten een eetpatroon hadden dat vergelijkbaar is met dat van de huidige gavialen vanwege de lange en slanke kaken, hoewel Simoedosaurus een robuustere en kortere snuit heeft en zich mogelijk voedde met grotere prooien.
Vergeleken met andere choristoderen, die vrij eenvoudige tanden hebben, hebben neochoristoderen tanden die volledig omhuld zijn met gestreept glazuur met een glazuurvouwing aan de basis, labiolinguaal gecomprimeerd en gehaakt, met als uitzondering Ikechosaurus die nog steeds vrij eenvoudige tanden heeft, afgezien van het begin van een glazuurvouwing. Er is enige tanddifferentiatie, waarbij de voortanden groter zijn dan de achtertanden. Net als de meeste choristoderen hebben neochoristoderen palatale tanden, wat wijst op voedselmanipulatie in de mond.
Bijna alle neochoristoderen kwamen voor op hoge breedtegraden, wat duidt op een voorkeur voor gematigde klimaten. Er zijn fossielen van champsosauriërs bekend in het Canadese noordpoolgebied en Groenland.

## Taxonomie

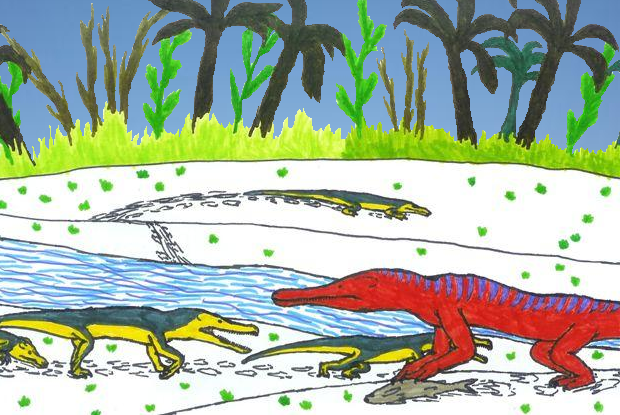
Champsosaurus (voorgrond) en Simoedosaurus (achtergrond) zijn de twee jongst bekende leden van de onderorde der Neochoristodera.

- Orde Choristodera
  - Onderorde Neochoristodera
    - ?Pachystropheus
    - Familie Champsosauridae
      - Champsosaurus
      - ?Eotomistoma
      - ?Champsosaurichnus

    - Familie Simoedosauridae
      - Simoedosaurus
      - Ikechosaurus
      - Liaoxisaurus
      - Tchoiria